# Weedville
Weedville es un lugar designado por el censo ubicado en el condado de Elk en el estado estadounidense de Pensilvania. En el año 2010 tenía una población de 542 habitantes.

## Geografía
Weedville se encuentra ubicado en las coordenadas 41°16′33″N 78°29′25″O / 41.27583, -78.49028.. Según la Oficina del Censo de los Estados Unidos, Weedville tiene una superficie total de 1,99 mi² (5,2 km²), de la cual 1,95 mi² (5,1 km²) corresponden a tierra firme y 0,04 mi² (0,1 km²) es agua.